# Збірка
Збірка — видова назва видань авторських творів, пройнятих спільною чи близькою тематикою або зібраних за хронологічним принципом. Поширена в літературно-критичному слововживанні, наприклад: Тичина Павло Сонячні кларнети. — К., 1918. Збірки частіше за все бувають однотомними виданнями, лише деякі збірки виходять у декілька томів. Також збірки частіше містять літературні твори одного автора.
Збірка відрізняється від видань збірника та зібрання. В збірнику на відміну від збірки, авторів декілька, і це часто профільні видання, а не художня література, наприклад "Збірник задач з математики". У зібранні викладені твори одного автора, проте зібрання представлено декілька томами, наприклад Леся Українка. Леся Українка. Зібрання творів у 12 томах. КИЇВ: НАУКОВА ДУМКА.